# Я хочу жить!
«Я хочу жить!» (англ. I Want to Live!) — американский фильм-биография о преступнице Барбаре Грэм (1923—1955) 1958 года выпуска, снятый режиссёром Робертом Уайзом. В главной роли — Сьюзан Хейуорд. Мировая премьера фильма состоялась 18 ноября 1958 года. Фильм получил 6 номинаций на премию «Оскар-1959» и в одной из них, «Лучшая женская роль» (Сьюзан Хейуорд), победил.

## Сюжет
Барбара Грэм — женщина с криминальной репутацией. Однажды двое её знакомых мужчин-преступников убивают пожилую женщину, за что вскоре были задержаны полицией. Они начинают думать, что Барбара поспособствовала их аресту, — и в качестве мести обвиняют её в убийстве.

## В ролях
| Актёр             | Роль                                           |
| ----------------- | ---------------------------------------------- |
| Сьюзен Хэйворд    | Барбара Грэм                                   |
| Саймон Окленд     | Эдвард Монтгомери                              |
| Вирджиния Винсент | Эпизод                                         |
| Теодор Бикель     | Эпизод                                         |
| Даббс Грир        | капитан Сан Квентин                            |
| Стаффорд Репп     | сержант полиции                                |
| Хелен Клиб        | тюремная надзирательница (в титрах не указана) |